# 2026年冬季奥林匹克运动会列支敦士登代表团
2026年冬季奧林匹克運動會列支敦士登代表團是列支敦士登所派出的第25届冬季奥林匹克运动会代表團。這是該國第21次參加冬季奧運會。
2023年，列支敦士登奥林匹克委员会启动一项就业计划，为该国六名顶尖运动员提供薪资、社会及财务保障，以便他们能够集中精力训练。这六名运动员当中，三人从事冬季运动，分别为越野滑雪运动员Robin Frommelt、高山滑雪运动员Nico Gauer和Marco Pfiffner。

## 高山滑雪
列支敦士登已有一名男高山滑雪运动员和一名女高山滑雪运动员通过了评选。

## 越野滑雪
列支敦士登已有一名男越野滑雪运动员和一名女越野滑雪运动员通过了评选。